# Pál Teleki
Pál Janos Ede, comte Teleki de Szék (en hongarès: Teleki Pál, 1 de novembre de 1879 – 3 d'abril de 1941) va ser un polític hongarès, dues vegades primer ministre (19 de juliol de 1920 fins a 14 d'abril de 1921 i de 16 de febrer de 1939 fins a 3 d'abril de 1941.). Expert en geografia, va ser membre de l'Acadèmia Hongaresa de Ciències i president de l'associació d'Escoltes hongaresa.